# Comuna Varvarivka, Sînelnîkove
Varvarivka (în ucraineană Варварівка) este o comună în raionul Sînelnîkove, regiunea Dnipropetrovsk, Ucraina, formată din satele Andriivka, Dubo-Osokorivka, Hreakuvate, Mariivske, Oboianivska, Oleksandropil, Osokorivka, Popove, Varvarivka (reședința) și Zelene.

## Demografie
Componența lingvistică a satului Varvarivka
     Ucraineană (90,46%)
     Rusă (6,28%)
     Alte limbi (0,24%)
Conform recensământului din 2001, majoritatea populației satului Varvarivka era vorbitoare de ucraineană (90,46%), existând în minoritate și vorbitori de rusă (6,28%).